# رافائله دی گنارو
رافائله دی گنارو (ایتالیایی: Raffaele Di Gennaro؛ زادهٔ ۳ اکتبر ۱۹۹۳) بازیکن فوتبال اهل ایتالیا است که برای باشگاه فوتبال اینتر میلان در پست دروازه‌بان بازی می کند.

## افتخارات

### باشگاهی
اینتر میلان
- سری آ(۱): ۲۴–۲۰۲۳
- سوپر جام فوتبال ایتالیا(۱): ۲۰۲۳
- لیگ قهرمانان اروپا: ۲۵–۲۰۲۴ (نایب‌قهرمان)